# ファン・デル・パーレの聖母子
『ファン・デル・パーレの聖母子』（ファン・デル・パーレのせいぼし（蘭: Madonna met kanunnik Joris van der Paele））は初期フランドル派の画家ヤン・ファン・エイクが描いた絵画。オーク板に油彩で描かれた大きな作品で、1434年の秋に制作依頼を受け、1436年に完成した。この作品は依頼主の自身が所属する教会に対する献身と、後に自身が埋葬されるブルッヘの聖ドナトゥス協同教会 (en:St. Donatian's Cathedral) での墓碑祭壇画としての使用を目的として制作依頼されたものと考えられている。複雑で精緻な空間描写、寓意表現がなされている作品で、中東製の絨毯が描かれた幾多のルネサンス期の絵画 (en:Oriental carpets in Renaissance painting) のなかでも白眉といえる作品であり、後の装飾写本にも大きな影響を与えた作品である。絵画における仮想的空間描写 (en:illusionism) を革新した作品で ()、1432年に兄フーベルト・ファン・エイクと共作した『ヘントの祭壇画』以降の作品において、ヤン・ファン・エイクの徹底した写実主義が如実に表れている大作の一つだと見なされている。
ブルッヘ出身の聖職者ヨリス・ファン・デル・パーレから、自身の墓碑祭壇画用にとの依頼で制作された作品で、聖会話の構成で描かれた最初期の絵画作品の一つである。アダムとイヴの彫刻などで飾られた玉座に座り、幼児キリストを膝にした聖母マリアが描かれている。マリアが座る玉座に表現されているアダムとイヴはキリストの磔刑ならびにキリストの復活の予兆であり、そのほかに旧約聖書のエピソードも画面中に表現されている。敬虔な雰囲気の屋内でマリアは中央に位置し、その周りを小さく囲むように、右側に依頼主ファン・デル・パーレの守護聖人である聖ゲオルギウスが中世の壮麗な騎士の甲冑に身を包んだ姿で、左側にはブルッヘ聖堂参事会の守護聖人である聖ドナトゥス (en:Saint Donatian) が描かれている。
描かれている二人の聖人の名前が、青銅を模した画面最下部の縁にラテン文字で刻まれている。聖ゲオルギウスは、自身の前にひざまずいて描かれたこの絵画の依頼主 たる律修司祭ファン・デル・パーレと聖母に敬意を表して脱帽した姿で描かれている。白いサープリス (en:surplice) を着用したファン・デル・パーレが手に持ち、読み上げているのは時祷書である。

## 依頼主ヨリス・ファン・デル・パーレ
『ファン・デル・パーレの聖母子』の依頼主であるヨリス・ファン・デル・パーレは1370年ごろにブルッヘで生まれた。聖職者としてローマ教皇の書記官を務め、経済的に成功して故郷のブルッヘに戻ったのは1425年のことだった。そして、帰還後すぐにブルッヘの聖ドナトゥス協同教会 で参事会員の聖職禄を得ている。その後、1434年に病にかかったため参事会員の職務を果たすことが困難となった。それまでの功績を教会から認められ、より負担の軽い礼拝堂付きのチャプレンの職を授けられたファン・デル・パーレは、『ファン・デル・パーレの聖母子』の制作をヤン・ファン・エイクに依頼した。『ファン・デル・パーレの聖母子』の、一見すると額縁のように描かれた縁飾りの最下部には「この教会の参事会員ヨリス・ファン・デル・パーレが、この作品をヤン・ファン・エイクに描かせた。1434年から二回にわたりチャプレンの職を務めた。彼（ヤン・ファン・エイク）が完成させたのは1436年のことだった」という献辞がある。
『ファン・デル・パーレの聖母子』が聖ドナトゥス協同教会に献納されたのは完成直後の1436年か、ファン・デル・パーレが死去した1443年かのどちらかである。その後、建物が解体された1779年まで、聖ドナトゥス協同教会が所有していた。この作品が飾られていた場所としてもっとも可能性が高いのは教会身廊の壁である。これは、この身廊から続く聖ペトロと聖パウロの祭壇が、ファン・デル・パーレとその一族の記念ミサのときに使用されていた場所だったためとされる。『ファン・デル・パーレの聖母子』が聖ドナトゥス協同教会の主祭壇に置かれたのは、1566年のイコノクラスム後のことだった。

## 作風と構成

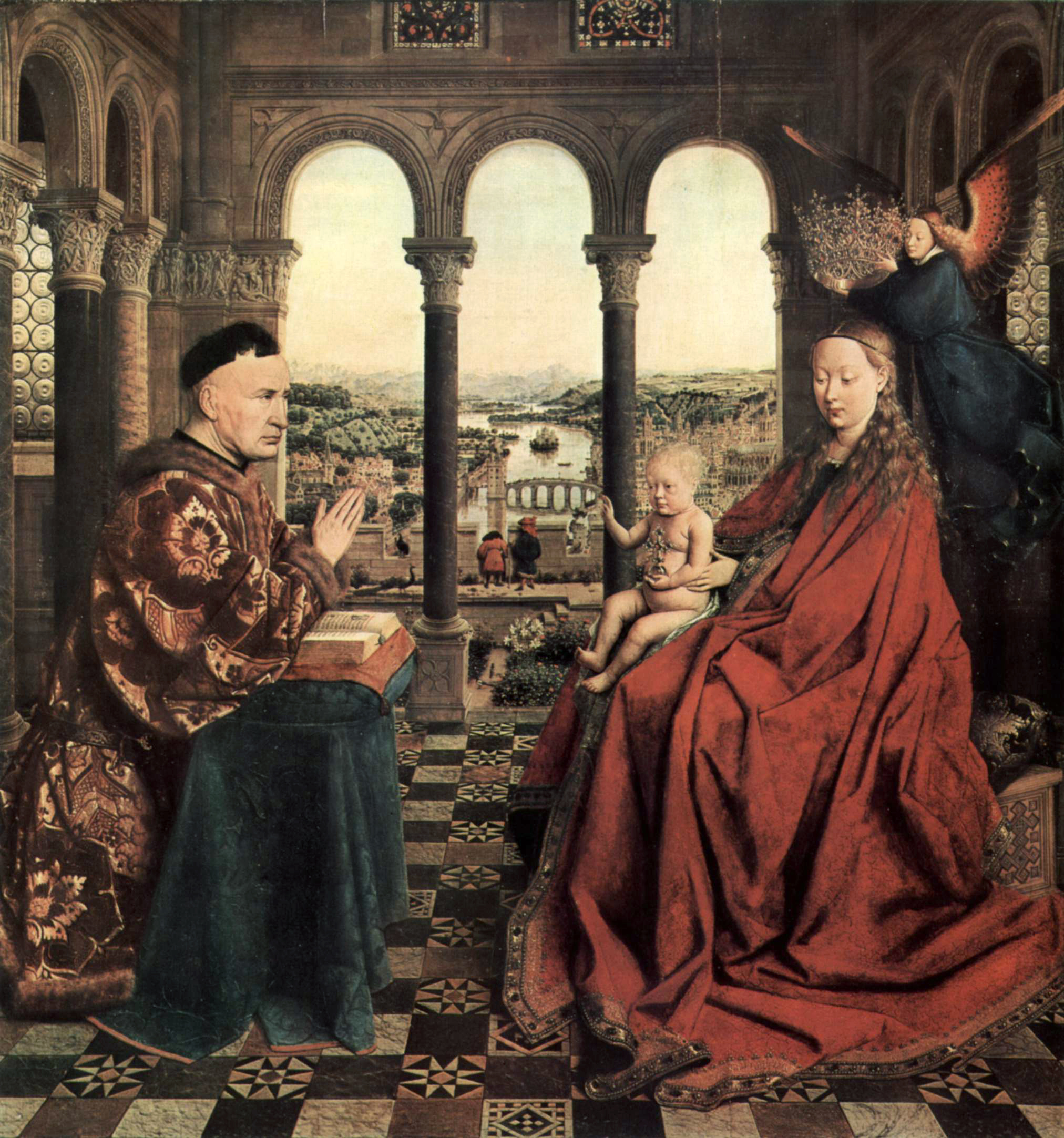
『宰相ロランの聖母』（1435年頃）、ヤン・ファン・エイク
ルーヴル美術館（パリ）
『ファン・デル・パーレの聖母子』と同じく『宰相ロランの聖母』も、依頼主で画面右側に描かれているニコラ・ロランのための墓碑祭壇画として制作され、ロランの埋葬地に予定されていたオータンの教会ノートルダム・ドゥ・シャステルに献納された。

この作品でヤン・ファン・エイクは、それまでの中央、北ヨーロッパで描かれていた墓碑祭壇画の伝統的な様式を完全に無視している。正確な均整美や、それまでの聖会話構成で描かれた絵画の典型的なキリスト教的描写などは放棄されており、多彩な演出と徹底的なまでの写実主義でこの作品を仕上げた。しかしながら多くの演出は、とくに旧約、新約両方の聖書を象徴する、玉座手すりに彫刻された人物像に顕著で、一見するだけでは画面左から連想されるキリスト磔刑と、画面右から連想されるキリスト復活しか見当たらない仕掛けになっている。この作品には全体的に彫刻のような立体描写が見られ、玉座、窓、アーチなどは、ロマネスク建築の様式を模して描かれている。
ヤン・ファン・エイクが1435年ごろに描いた『宰相ロランの聖母』と同じく、『ファン・デル・パーレの聖母子』でも聖なる存在と、絵画依頼主との親密な精神的交流が表現されている。美術史家ジェフリー・スミスは「聖俗を隔てる精神的な壁が絵画表現によって取り払われ」「聖母子に認められている（作品中の）依頼主は、この絵画によって永遠の存在となった」としている。さらにこの親密さは、依頼主たるファン・デル・パーレに投げかけられた聖ゲオルギウスの影や、聖ゲオルギウスがファン・デル・パーレを聖母に紹介しようとしたときに、思わずファン・デル・パーレが着ているサープリスを右足で踏んでしまった様子などの詳細表現によっても強調されている。しかしながら、このような精神的、距離的近さがみられるが、初期フランドル派の絵画の例に漏れず、ファン・デル・パーレは聖人のような理想化された外観ではなく、世俗の社会性、精神性を持つ人物として描かれている。
ヤン・ファン・エイクは、人物、織物の質感、部屋や窓など建築物の絵画表現に高い写実性を持ち込んだ画家である。しかしながら、この作品の構成、内容は依頼主を持ち上げるようなものとなっている。教会の一廓を再現したかのような室内には、通常であれば祭壇画が置かれるはずの場所に聖母マリアが描かれている。この作品で、ヤン・ファン・エイクは当時の慣例どおりに、マリアを祭壇、キリストを聖体と聖餐の象徴として描きだしている。これは初期フランドル派でよく見られる手法であり、祭壇画をミサの典礼に見立てているのである。

## 外観
『ファン・デル・パーレの聖母子』は、黙考し祈りを捧げていた依頼主ヨリス・ファン・デル・パーレが一息つき、今読んだ一説を振り返ろうと眼鏡を祈祷書に置いた瞬間を捉えている。そしてファン・デル・パーレの祈りに応えて聖母子と二人の聖人が具現化する様子が描かれた絵画となっている。

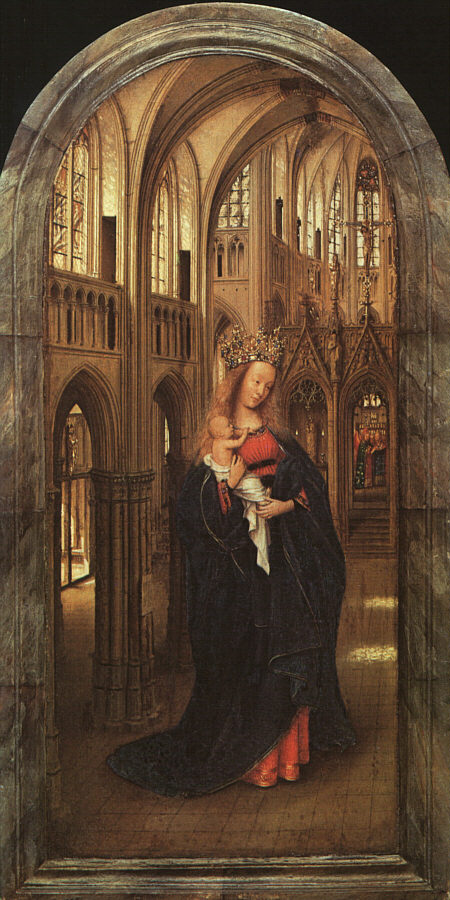
『教会の聖母子』（1438年）、ヤン・ファン・エイク
絵画館（ベルリン）
ヤン・ファン・エイクが描いた、理想化された聖母マリアの典型例とみなされている作品である。美術史家ティル＝ホルガー・ボルヘルトは「教会にいるのは聖母ではなく、教会における聖母の象徴である」としている

ヤン・ファン・エイクは、精緻に表現され、金襴で豪奢に飾られた天蓋を背景にして聖母子を描いた。聖ドナトゥスは左側に配されているが、これは紋章学では優位となる位置であり、ブルッヘ聖堂参事会の守護聖人という重要な立場が反映されている。右側には甲冑に身を固めた聖ゲオルギウスが立っている。右手で兜を持ち上げ、左手はファン・デル・パーレを聖母子に引き合わせようとしている。祈祷書と眼鏡を手にしたファン・デル・パーレはひざまずき、放心した表情でまっすぐ前を向いた、やや混乱しているかのように描かれている。美術史家ブレット・ロススタインによれば、ファン・デル・パーレがこのような当惑した状態で描かれているのは意図的なものであり、「現実世界から切り離された」ファン・デル・パーレが、精神世界が具現化した眼前の光景に完全に心を奪われていることを意味している。さらに、人間の可謬性を象徴する眼鏡が、この心象をより強化する小道具となっている。
ヤン・ファン・エイクの油彩を扱う優れた技術が、その高い写実性や詳細表現を描き上げる筆使いに見ることができる。詳細表現は聖ドナトゥスが着用しているコープ（典礼などのときに聖職者が羽織る非常に長いマント (en:Cope)）と波打つ中東製の絨毯の質感描写、そしてファン・デル・パーレの顔の無精ひげや血管の描写に顕著である。マリアのローブには刺繍されたラテン語文章があり、同じくヤン・ファン・エイクの『教会の聖母子』のマリアのローブの裾に記されたラテン語文章を連想させる。『ファン・デル・パーレの聖母子』には『知恵の書』の一節「知恵は太陽よりも美しく、すべての星座にまさり、光よりもはるかに輝かしい。 (7:29)」が記されている。

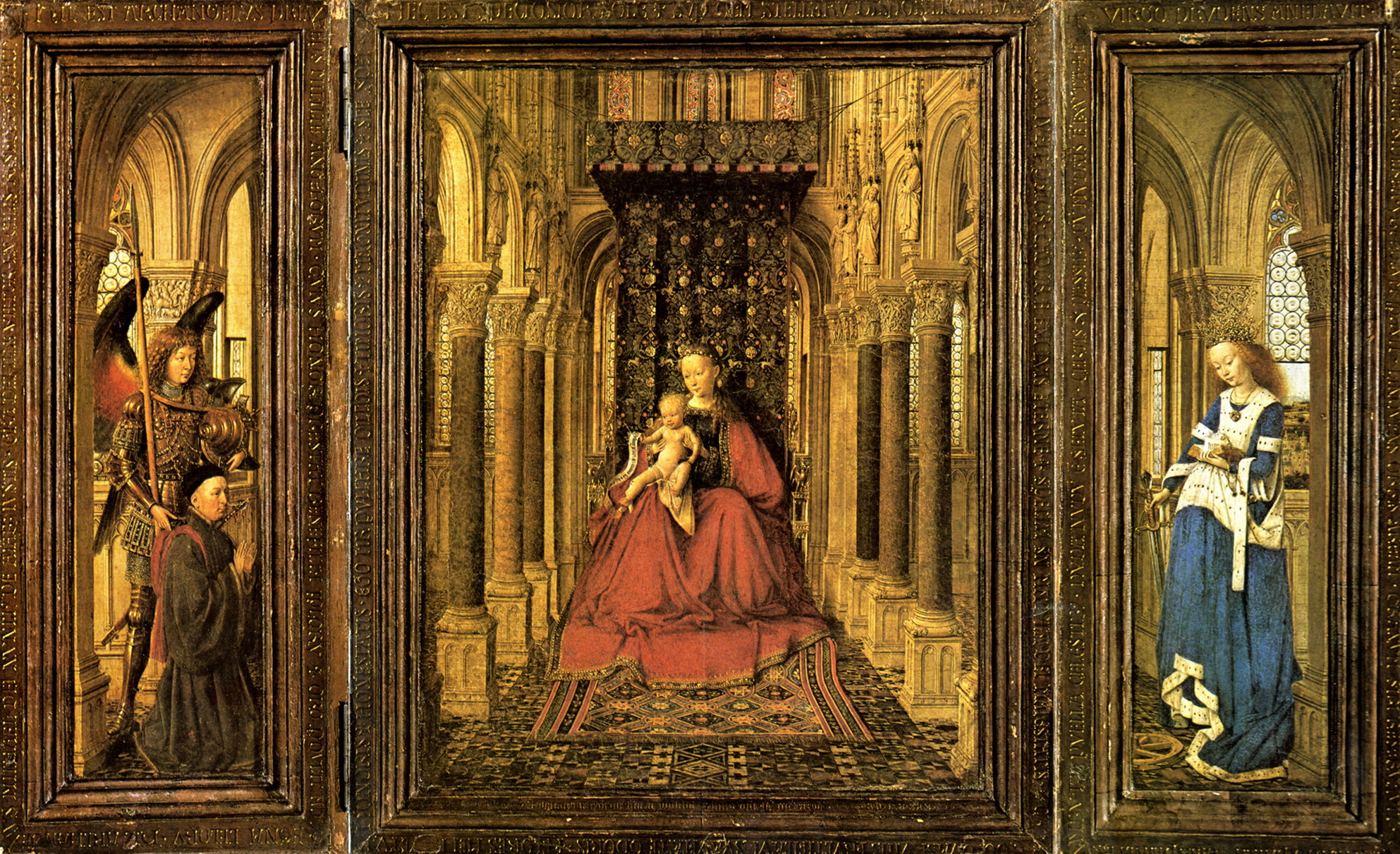
『ドレスデンの祭壇画』または『聖母の三連祭壇画』（1437年頃）、ヤン・ファン・エイク
アルテ・マイスター絵画館（ドレスデン）
この三連祭壇画にも依頼主が左翼に描かれているが、『ファン・デル・パーレの聖母子』に比べるとはるかに壮麗な表現となっている

聖母子が座る玉座には旧約聖書の登場人物の彫刻が多く配されている。その中でもっとも重要なのは手すり上部にあしらわれたアダムとイヴのレリーフで、そのほかにもキリストの生涯の予兆とされる旧約聖書のエピソードが見られる。
1434年の作品『アルノルフィーニ夫妻像』と同様に、この作品でもヤン・ファン・エイクは、光の反射表現に革新を起こした。聖ゲオルギウスの兜には映りこむ聖母子が描かれており、さらに聖ゲオルギウスの甲冑の間接部分に取り付けられた小さな丸楯（バックラー (en:buckler)）の反射表現に、ヤン・ファン・エイクの高い技術を見ることができる。赤いターバンを巻き、イーゼルのそばに立つヤン・ファン・エイクの自画像も描かれており、ロンドンのナショナル・ギャラリーが所蔵する、自画像ではないかとされている『ターバンの男の肖像』とよく似ている。
『ファン・デル・パーレの聖母子』は、オリジナルのパネルからカンバスに移植された受胎告知などとは異なり、現在もオリジナルのオークパネルの状態を保っている。パネルの周囲にはラテン語の献辞があり、聖ドナトゥスには「神の栄光を満喫した」、聖ゲオルギウスには「死に打ち勝った」という記述が、それぞれなされている。さらにパネル上部には『知恵の書』からの引用で、聖母マリアを一点の曇りもない鏡に例えている。

## 来歴と作者の同定
『ファン・デル・パーレの聖母子』は、1794年に始まったフランス軍の北ネーデルラント侵攻によって略奪され、ルーヴル美術館へと収蔵された、ネーデルラント絵画、フランドル絵画を初めとするおびただしい数の美術品の一つである。このときの略奪美術品で初期フランドル派の作品としては、ファン・エイク兄弟の『ヘントの祭壇画』の中央パネル、ハンス・メムリンクの『モレールの三連祭壇画』、ヘラルト・ダヴィトの『カンビュセスの審判』などがあった。そして、1816年になってから『ファン・デル・パーレの聖母子』を含む多くの美術品がブルッヘに返還されている。しかしながら後にこの返還は、美術品の管理権と所有権をめぐるフランスとオランダ間の論争に巻き込まれる結果となった。
『ファン・デル・パーレの聖母子』が最初にヤン・ファン・エイクの作品であると判定されたのは1847年のことで、ドイツ人美術史家グスタフ・フリードリヒ・ワーゲン (en:Gustav Friedrich Waagen) によるものだった。その当時は、それまで何世紀にもわたって忘れられた存在だったヤン・ファン・エイクを含む初期フランドル派の絵画が見直されつつあり、わずかに残る画家や作品に関する歴史的文書をもとにした研究が行われていた時期でもあった。ワーゲンは作者の同定の根拠をフレームの献辞に求め、さらに「極めて写実的」な作風と油彩をぼかす高い技術からヤン・ファン・エイクの作品ではないかと判断した。しかしながら、ワーゲンはフレームの献辞を完全に解析してはおらず、「神の栄光を満喫した」という聖ドナトゥスの献辞を「満喫することはできなかった」と解読している。ワーゲンも当時のほかの美術史家と同様に、より抑制された簡素なメムリンクの作風を評価する傾向にあり、『ファン・デル・パーレの聖母子』については、「まれに見るほどに醜い」聖母マリアを見つけたとする一方で、聖ゲオルギウスについて「断じて聖なる存在ではない」という評価をしている。

## ギャラリー

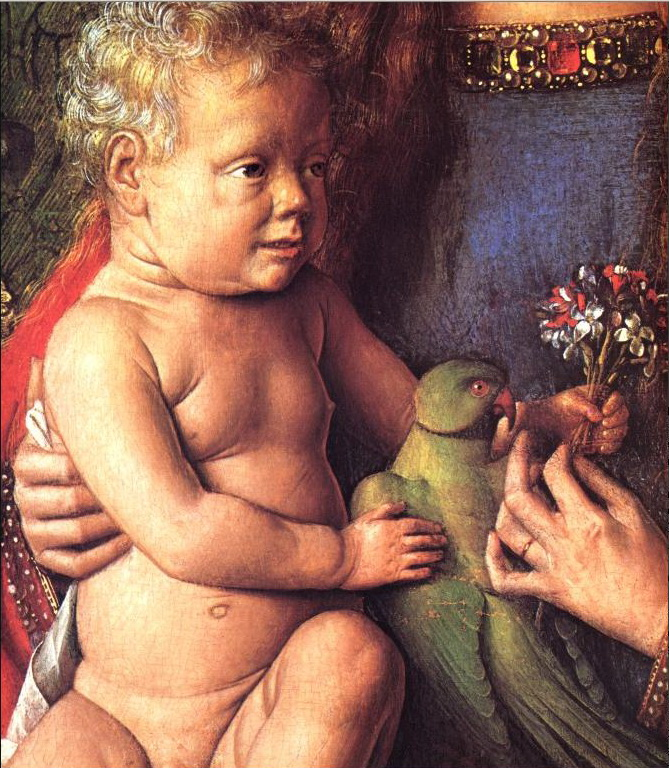
幼児キリスト
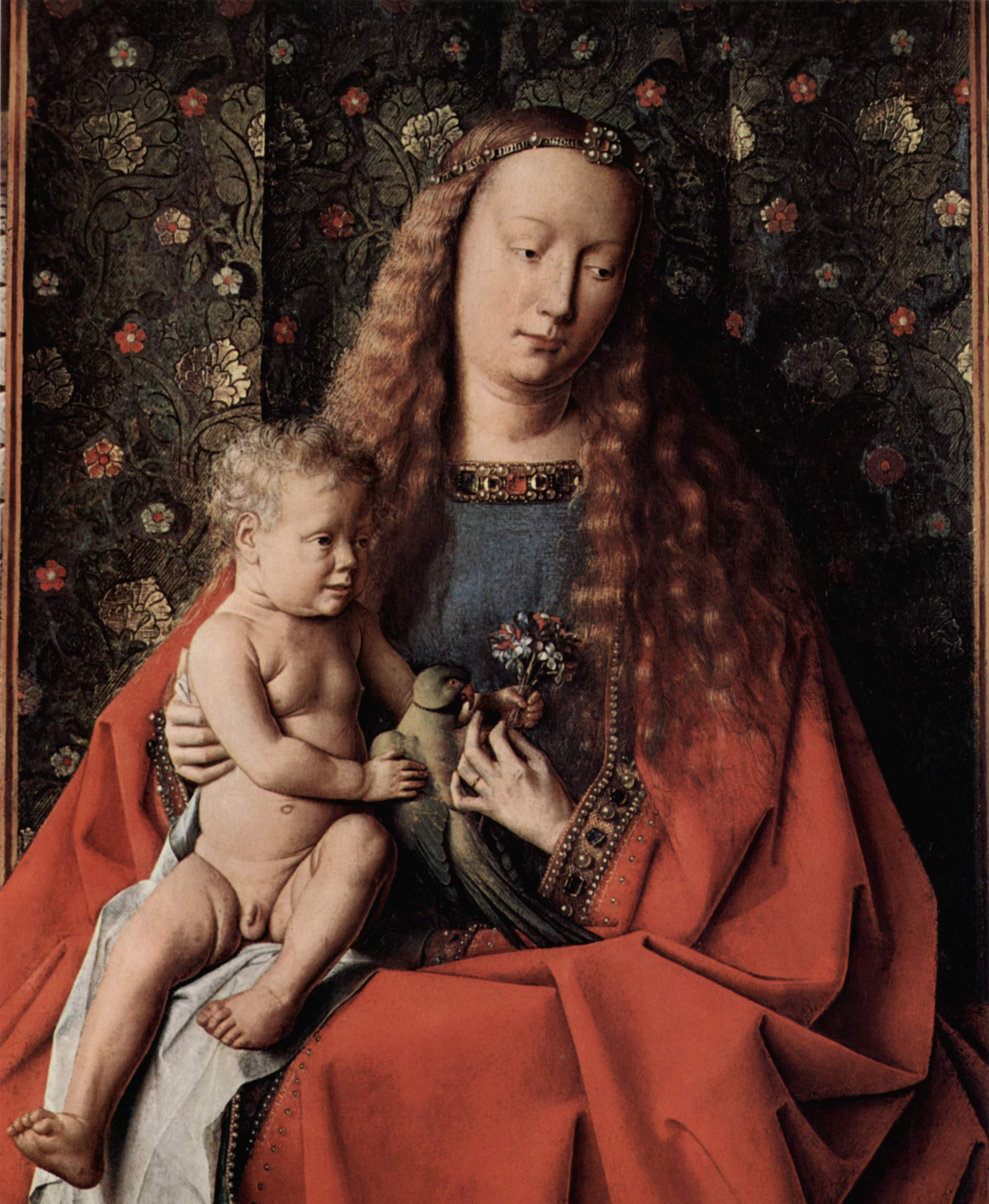
聖母子
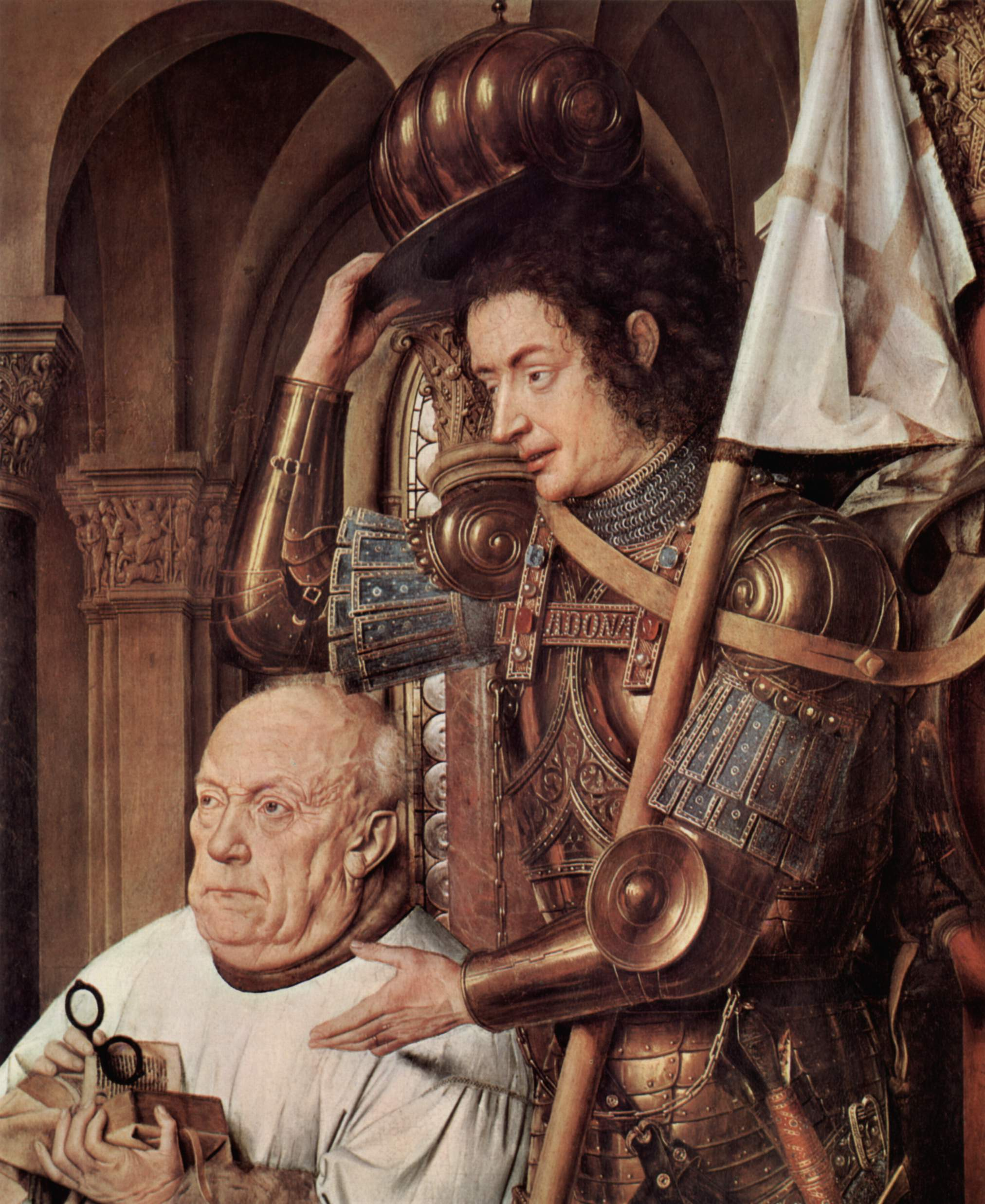
ファン・デル・パーレを紹介する聖ゲオルギウス
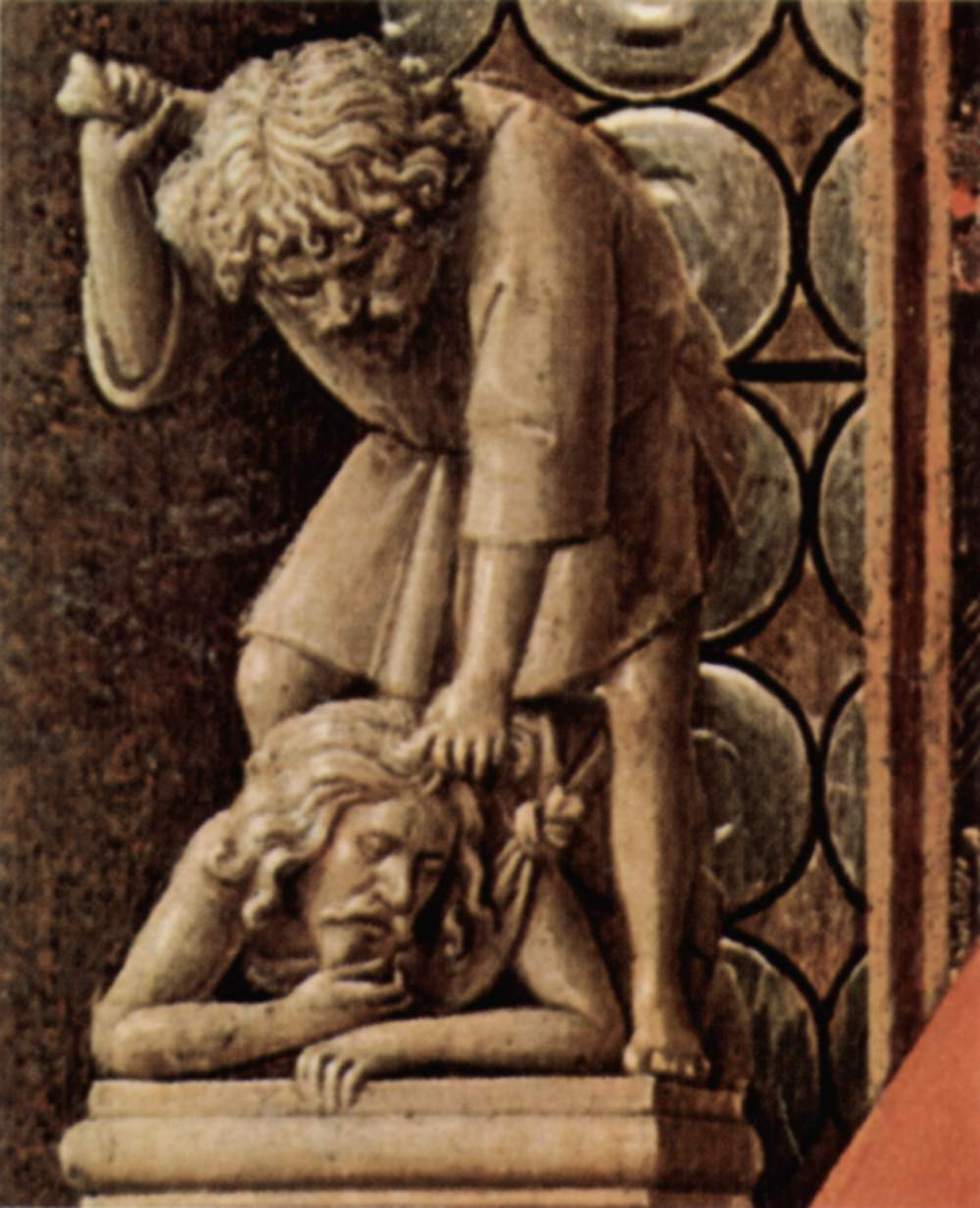
向かって左側の、玉座手すり最上部の彫刻
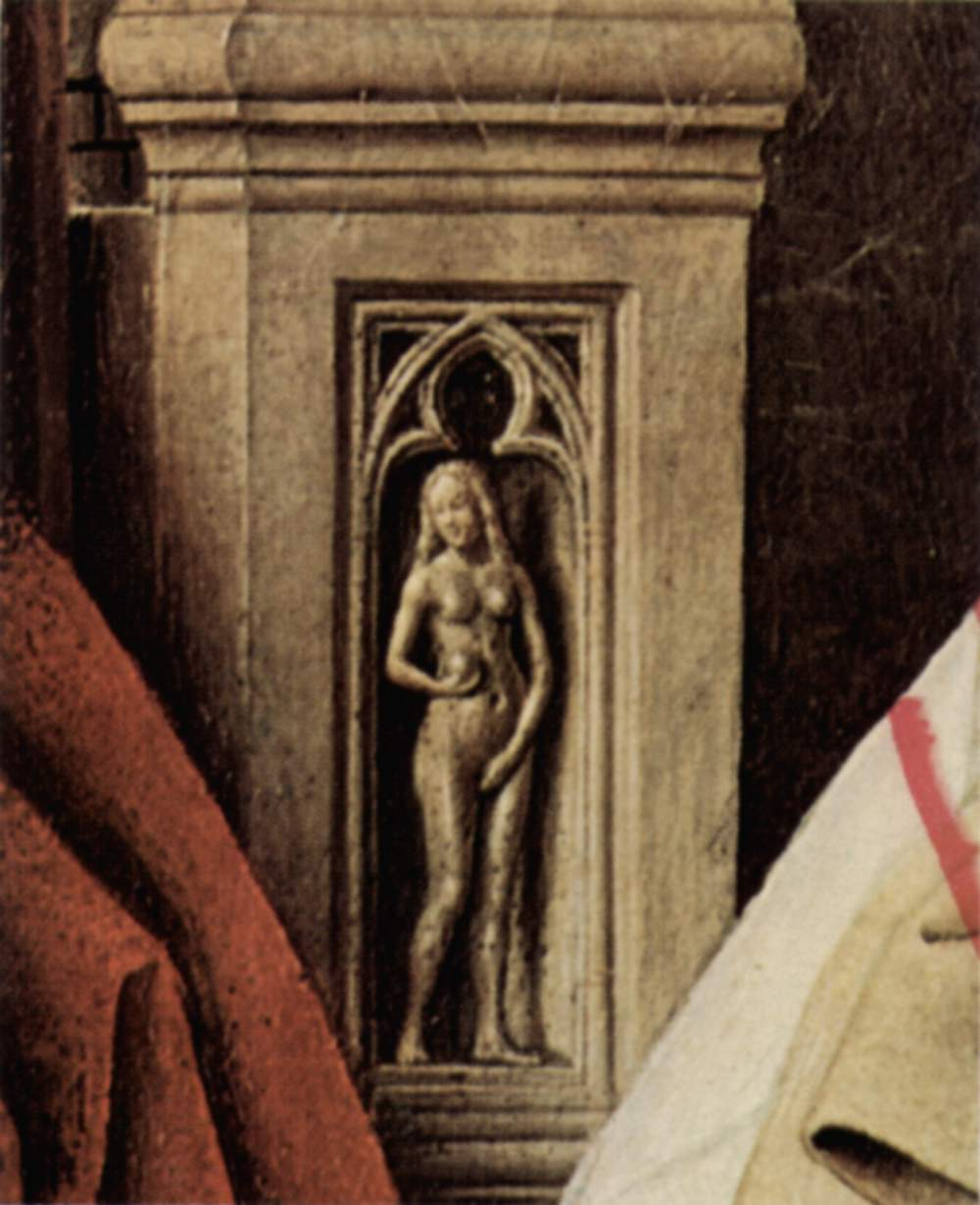
イヴのレリーフ
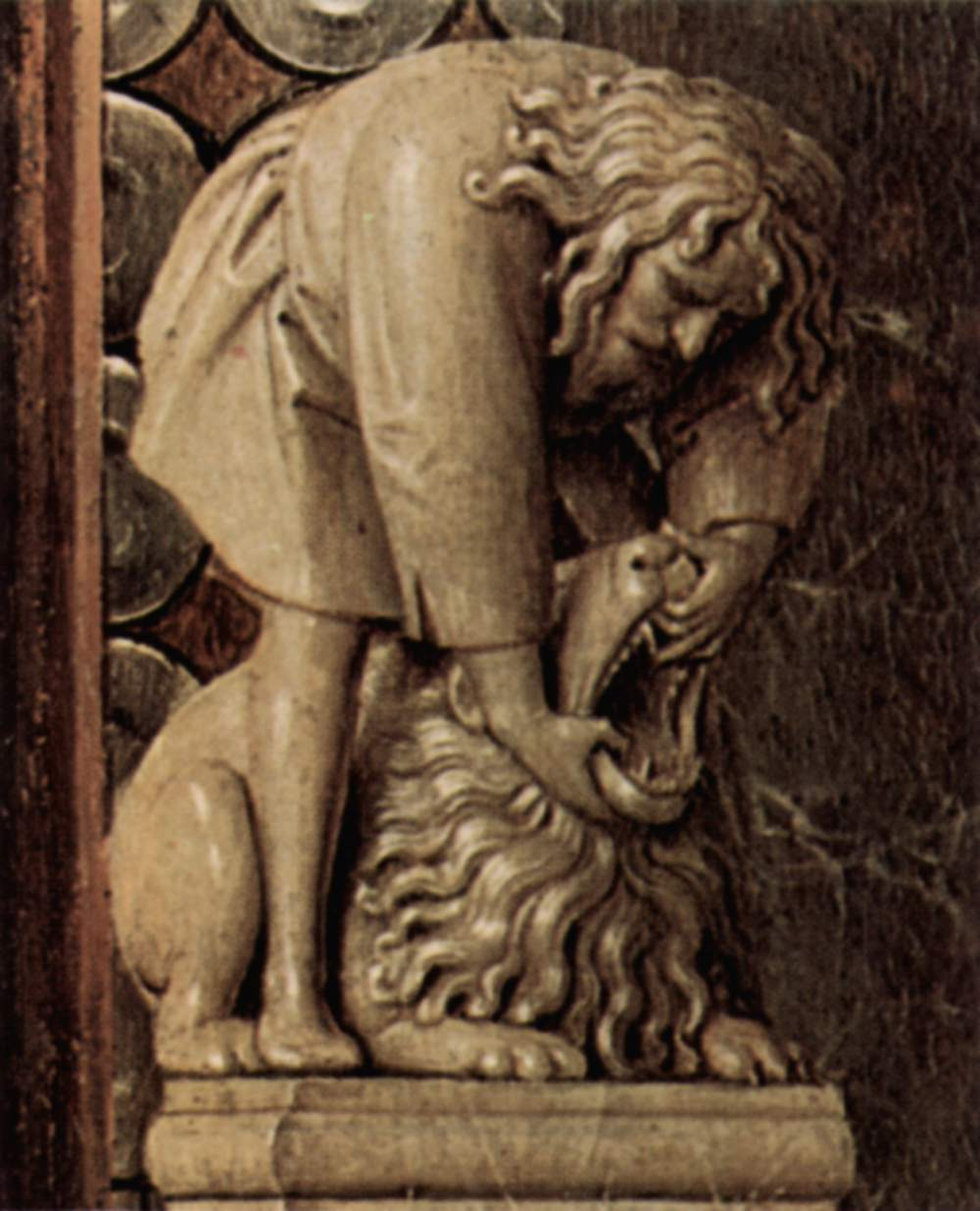
向かって右側の、玉座手すり最上部の彫刻